# Un couple épatant
Série Trilogie de Lucas Belvaux
Cavale
(2003)
Pour plus de détails, voir Fiche technique et Distribution.
Un couple épatant est une comédie franco-belge réalisée par Lucas Belvaux, sortie en 2003.
Ce film est un des opus d'une trilogie dont les deux autres volets sont Après la vie et Cavale.

## Synopsis
Cécile et Alain vivent ensemble depuis vingt ans. Elle est professeur de l'éducation nationale, lui est chef d'une petite entreprise de haute technologie, à Grenoble.
Leur couple modèle est apparemment indestructible, au grand désespoir de Georges, un médecin ami de la famille, qui convoite Cécile. Celle-ci a l'impression que son mari lui cache quelque chose ces derniers temps.
Alain pense en fait que ses jours sont comptés, et Georges doit l'opérer pour en savoir plus.

## Fiche technique
- Titre : Un couple épatant
- Réalisation : Lucas Belvaux
- Scénario : Lucas Belvaux
- Production : Diana Elbaum, Patrick Sobelman et Arlette Zylberberg
- Musique : Riccardo Del Fra
- Photographie : Pierre Milon
- Montage : Valérie Loiseleux
- Décors : Frédérique Belvaux
- Costumes : Cécile Cotten
- Pays d'origine :  France -  Belgique
- Format : couleur
- Genre : comédie
- Durée : 97 minutes
- Date de sortie : 1er janvier 2003

## Distribution[1]
- Ornella Muti : Cécile Costes
- François Morel : Alain Costes
- Valérie Mairesse : Claire
- Dominique Blanc : Agnès Manise
- Gilbert Melki : Pascal Manise
- Lucas Belvaux : Pierre / Bruno Le Roux
- Catherine Frot : Jeanne Rivet
- Raphaële Godin : Louise
- Bernard Mazzinghi : Georges Colinet
- Patrick Depeyrrat : Vincent
- Vincent Colombe : Rémy

## Bande originale
- Les Roses blanches de Charles-Louis Pothier et Léon Raiter - chantée a cappella par un groupe d'amis lors de l'anniversaire surprise (source : générique)

## Distinctions
- Prix André-Cavens de l’Union de la critique de cinéma (UCC) pour le meilleur film belge
- Prix Louis-Delluc
- Prix Méliès